# جيمس كير
جيمس كير (بالإنجليزية: James Kerr)‏ (4 نوفمبر 1894 في المملكة المتحدة - 8 يوليو 1978) هو لاعب كرة قدم بريطاني (وحمل سابقاً جنسية المملكة المتحدة لبريطانيا العظمى وأيرلندا) في مركز نصف الجناح. لعب مع بلاكبيرن روفرز ونادي برينتفورد وSolway Star F.C. ‏ ونادي كوينز بارك.